# Michel Sidibé
Pour les articles homonymes, voir Sidibé.
Michel Sidibé est un spécialiste de santé mondiale (notamment du Sida) malien né en 1952. Il est l'envoyé spécial de l'Union africaine (UA) pour la création de l'Agence africaine du médicament (AMA) depuis avril 2021.
Du 5 mai 2019 en août 2020, il est ministre de la Santé et des Affaires sociales du gouvernement Cissé.
De 2008 à 2019, il est le directeur exécutif d’ONUSIDA.

## Biographie
Titulaire de diplômes universitaires en économie, développement international et planification sociale, Michel Sidibé a commencé sa carrière auprès des populations touarègues dans la région de Tombouctou au Mali.
En 1982, il devient le directeur pour le Mali de l’ong Fondation Terre des Hommes.
En 1987, il dirige pour l'Organisation de l'Onu pour l'enfance (Unicef) un programme d'immunisation au profit de 30 millions de personnes en République démocratique du Congo.. 
En 2001, Michel Sidibé entre à l’ONUSIDA en qualité de Directeur du département Appui aux pays et aux régions. Il organise une réforme afin de transformer « l’ONUSIDA en un programme commun mieux ciblé, plus efficace et plus efficient, capable de donner des résultats au niveau des pays ». En 2007, il  est nommé directeur exécutif adjoint des programmes à l’ONUSIDA et sous-Secrétaire général des Nations unies.
Succédant au Belge Peter Piot, il est nommé directeur exécutif d’ONUSIDA le 1er décembre 2008. Mis en cause à partir de 2018 dans sa gestion du harcèlement dans l'agence, il offre de démissionner en juin 2019. En mai 2019, il rejoint le gouvernement Boubou Cissé en tant que ministre malien de la Santé. Il quitte le gouvernement à la suite du coup d'État survenu en août 2020.
À partir d'avril 2021, Michel Sidibé est chargé par l'Union Africaine (UA) de développer l'Agence Africaine du Médicament (AMA). Il voyage alors dans toute l'Afrique afin d'obtenir un nombre suffisant de ratifications afin de lancer la création officielle de ce nouvel organe.